# Metsalõuka
Koordinaten: 58° 11′ N, 22° 10′ O
Metsalõuka ist ein Dorf (estnisch küla) auf der größten estnischen Insel Saaremaa. Es gehört zur Landgemeinde Saaremaa (bis 2017: Landgemeinde Salme) im Kreis Saare.
Das Dorf hat acht Einwohner (Stand 31. Dezember 2011).